# مسرشميت مي 263
مسرشميت مي 263 (بالإنجليزية: Messerschmitt Me 263)‏ هي طائرة مقاتلة أنتجت في ألمانيا. من صناعة مسرشميت / يونكرز. كان أول طيران لها في أغسطس 1944 (غير مشغلة) . صنع منها 1 طائرة.

## نبذة
طورت شركة جانكرز الألمانية نموذجا من هذه الطيارة . تميز بغرفة احتراق إضافية منحته زيادة دفع تبلغ 300 كلغ . قام هذا النموذج الوحيد برحلاته الأولى في أيلول (سمبتمبر) 1944 وبلغ سرعة قصوى هي 998كلم بالساعة على ارتفاع 10975 مترا. وقد استولى الروس على هذا النموذج قبيل سقوط برلين.

## المواصفات
مواصفات Me 263:
قوة دفع المحرك: 200 كلغ
الطول: 7.89م.
الباع: 9.50 م.
الوزن فارغة : 2105كلغ الوزن معبأة: 5150كلغ
مدة اشتعال المحرك الصاروخي: 15 دقيقة